# اووینگهم
اووینگهم (به انگلیسی: Ovingham) یک روستا و محله مدنی در بریتانیا است که در نورث‌آمبرلند واقع شده‌است. اووینگهم ۱٬۲۲۲ نفر جمعیت دارد.